# Calathea truncata
Calathea truncata är en strimbladsväxtart som först beskrevs av Heinrich Friedrich Link och Albert Gottfried Dietrich, och fick sitt nu gällande namn av Karl Moritz Schumann. Calathea truncata ingår i släktet Calathea och familjen strimbladsväxter. Inga underarter finns listade.